# Wilfrid Wilson Gibson
Wilfrid Wilson Gibson (Hexham, 1878 – Virginia Water, 1962) è stato un poeta britannico.
Esordì nel 1902 con La veglia della regina, in cui era spiccata l'imitazione di Alfred Tennyson, dopodiché aderì all'ala della poesia georgiana avversa a Tennyson.
Successivamente pubblicò raccolte come Poesie raccolte 1905-1925 (1926), La stanza d'oro (1928), L'allarme (1941), ecc.